# 레디부스트
레디부스트(ReadyBoost, 코드명: EMD)는 2006년에 마이크로소프트 윈도우 비스타 운영 체제에 처음 포함되어 지금은 윈도우 7, 윈도우 8에도 포함된 디스크 캐시 기술이다. USB 2.0의 플래시 메모리, SD 카드, 콤팩트플래시와 같은 플래시 종류의 메모리를 사용함으로써 윈도우 비스타를 실행하고 있는 컴퓨터의 응답을 빠르게 만들어 시스템 성능을 향상시키는 것이 목적이다.
레디부스트는 윈도우 XP의 프리패처의 업데이트된 버전인 슈퍼페치를 가속하기 위해 사용할 수도 있다. 슈퍼페치는 시동 시간 디스크 사용 패턴의 분석을 수행하고 이에 따라 시스템 시동에 쓰이는 캐시를 만든다.

## 개요
캐시를 위해 레디부스트를 사용할 수 있는 플래시 메모리를 사용하면 윈도우 비스타, 윈도우 7이나 윈도우 8이 전통적인 하드 드라이브의 임의 읽기 속도보다 80~100배 더 빠른 성능으로 임의 디스크 읽기를 서비스할 수 있게 된다. 이러한 캐시 처리는 페이지 파일이나 시스템 DLL에 한정하지 않고 모든 디스크 내용물에 적용된다. 플래시 장치는 보통 연속 입출력의 경우 하드 드라이브보다 속도가 느리므로 성능을 최대화하기 위해서 레디부스트는 더 넓은, 연속 읽기 요청을 인지하는 논리를 포함하고 있으며 이러한 요청들이 하드 드라이브에 의해 서비스되는 것을 허용한다.
호환 장치를 컴퓨터에 부착하면, 윈도우 자동 실행 대화 상자가 나타나며 여기서 시스템 속도 향상을 위한 플래시 드라이브의 옵션이 나타난다. 드라이브의 속성 대화 상자에 들어가 보면 레디부스트 탭이 있으며, 여기서 사용하고자 하는 디스크의 용량을 지정할 수 있다. 250 메가바이트에서 4 기가바이트의 플래시 메모리 용량을 할당할 수 있다.
레디부스트의 기준에 만족하는 장치에 대한 요구 사항은 다음과 같다:
- 이동식 디스크의 용량이 적어도 256 메가 바이트 이상이어야 한다. (디스크 포맷 후 250 메가바이트)
- FAT16 및 FAT32 사용시 4 기가바이트 이상의 장치는 기본적으로 레디부스트를 위해 최대 4 기가바이트만 사용할 수 있다. 윈도우 7에서는 새로운 exFAT 파일 시스템도 지원한다. 비스타 서비스 팩 2는 exFAT 파일 시스템을 위한 레디부스트를 지원하지 않는다. 레디부스트 캐시가 파일로 저장되므로 NTFS나 exFAT로 포맷한 플래시 드라이브를 사용하면 4 GB가 넘은 캐시 공간을 확보할 수 있다.
- 장치의 접근 시간은 1ms보다 낮아야 한다.
- 장치는 4 킬로바이트 임의 읽기를 위해 초당 2.5 메가바이트의 읽기 속도를, 512 킬로바이트 임의 쓰기를 위해 초당 1.75 메가바이트의 속도를 낼 수 있어야 한다.
- 장치는 적어도 256 MB의 남은 공간이 있어야 한다.[2]
- 초기 버전의 레디부스트는 하나의 장치를 지원한다.
- 윈도우 레디부스트 가속을 위해 사용할 권장 메모리 용량은 컴퓨터에 설치된 램의 용량의 3배이다.
- 윈도우 7에서는 최고 8개의 호환가능한 플래시 장치를 사용할 수 있으며 최대 256 GB의 추가 메모리를 캐시공간으로 사용할 수 있다. 단, 각각의 호환가능한 플래시 저장 장치에는 최고 32 GB의 캐시공간을 확보할 수 있다.[3]

## 같이 보기
- 슈퍼페치